# 示唆
| ウィキペディアには「示唆」という見出しの百科事典記事はありません（タイトルに「示唆」を含むページの一覧/「示唆」で始まるページの一覧）。 代わりにウィクショナリーのページ「示唆」が役に立つかもしれません。 |